# Lampona hickmani
Lampona hickmani är en spindelart som beskrevs av Norman I. Platnick 2000. Lampona hickmani ingår i släktet Lampona och familjen Lamponidae.
Artens utbredningsområde är Tasmanien. Inga underarter finns listade i Catalogue of Life.